# Nyctibates corrugatus
Nyctibates corrugatus là một loài ếch thuộc họ Arthroleptidae. Chúng là đại diện duy nhất của chi Nyctibates. Loài này có ở Cameroon, Guinea Xích Đạo, và Nigeria.
Môi trường sống tự nhiên của chúng là rừng ẩm vùng đất thấp nhiệt đới hoặc cận nhiệt đới và sông ngòi.
Chúng hiện đang bị đe dọa vì mất môi trường sống.